# 德钦石莲
德钦石莲（学名：Sinocrassula techinensis）为景天科石莲属下的一个种。

## 扩展阅读
- 維基物種上的相關：德钦石莲